# Повітроплавний парк (платформа)
Повітроплавний парк (рос. Воздухоплавательный парк) — зупинний пункт Вітебської лінії Жовтневої залізниці в межах Санкт-Петербурга. Отримав свою назву за навчальним повітроплавним парком, який дислокувався неподалік.